# Odontopera insulata
Odontopera insulata är en fjärilsart som beskrevs av Max Joseph Bastelberger 1909. Odontopera insulata ingår i släktet Odontopera och familjen mätare. Inga underarter finns listade i Catalogue of Life.

## Bildgalleri

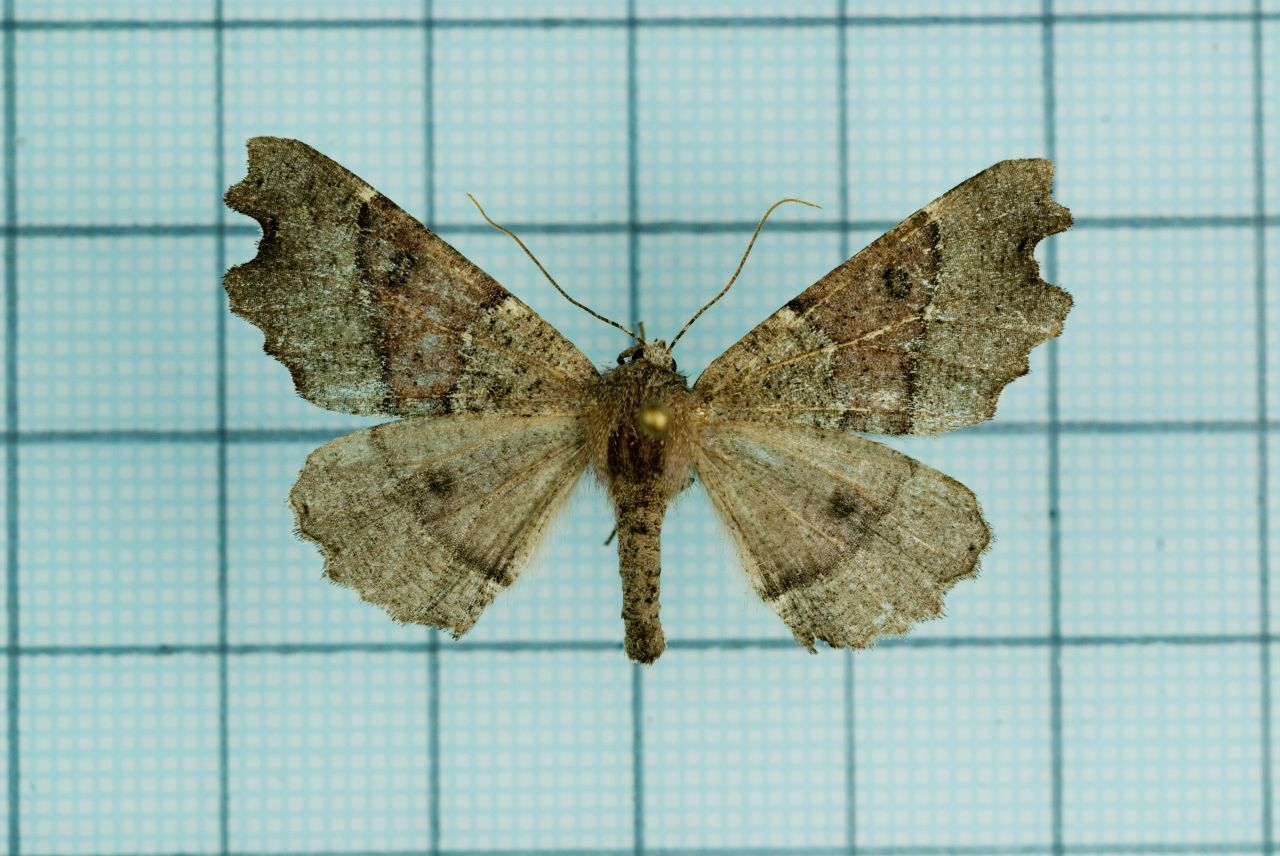
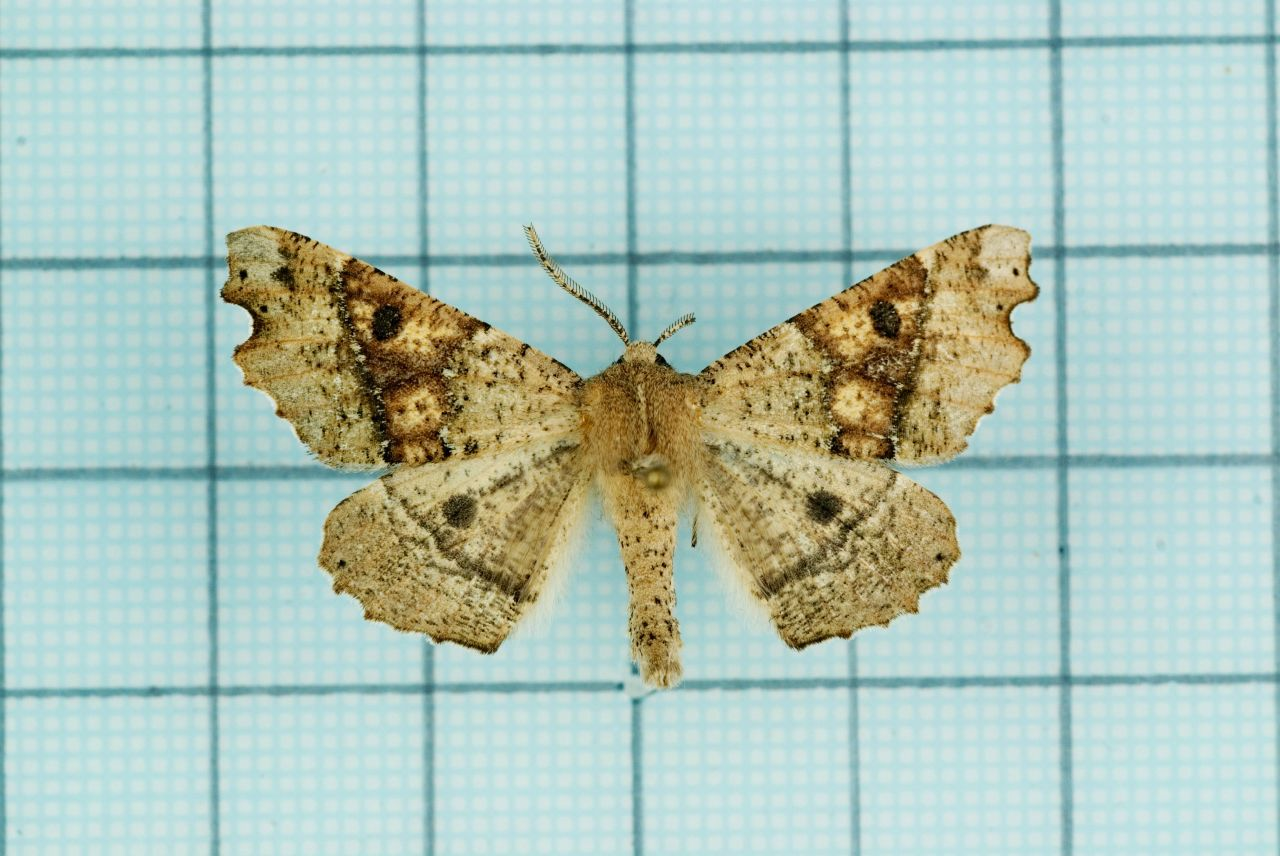
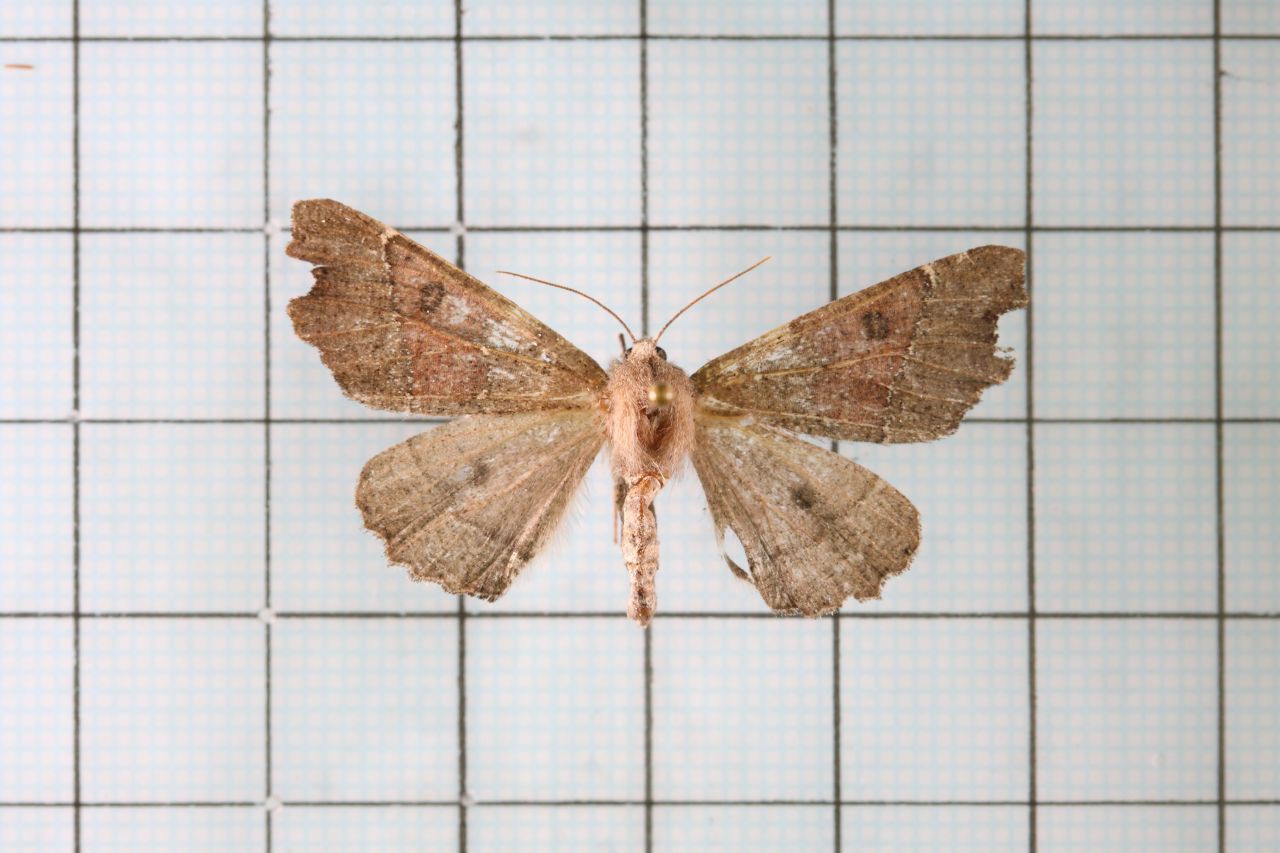
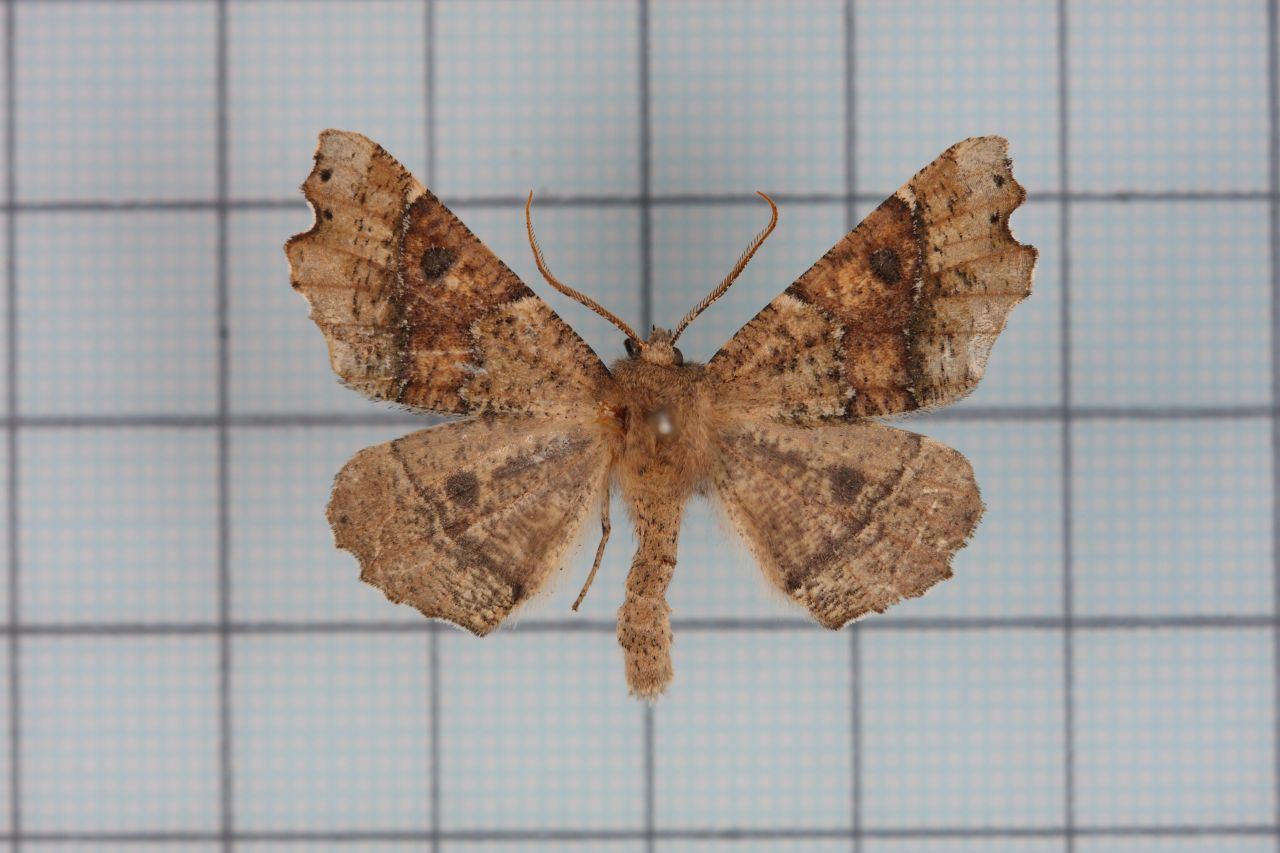
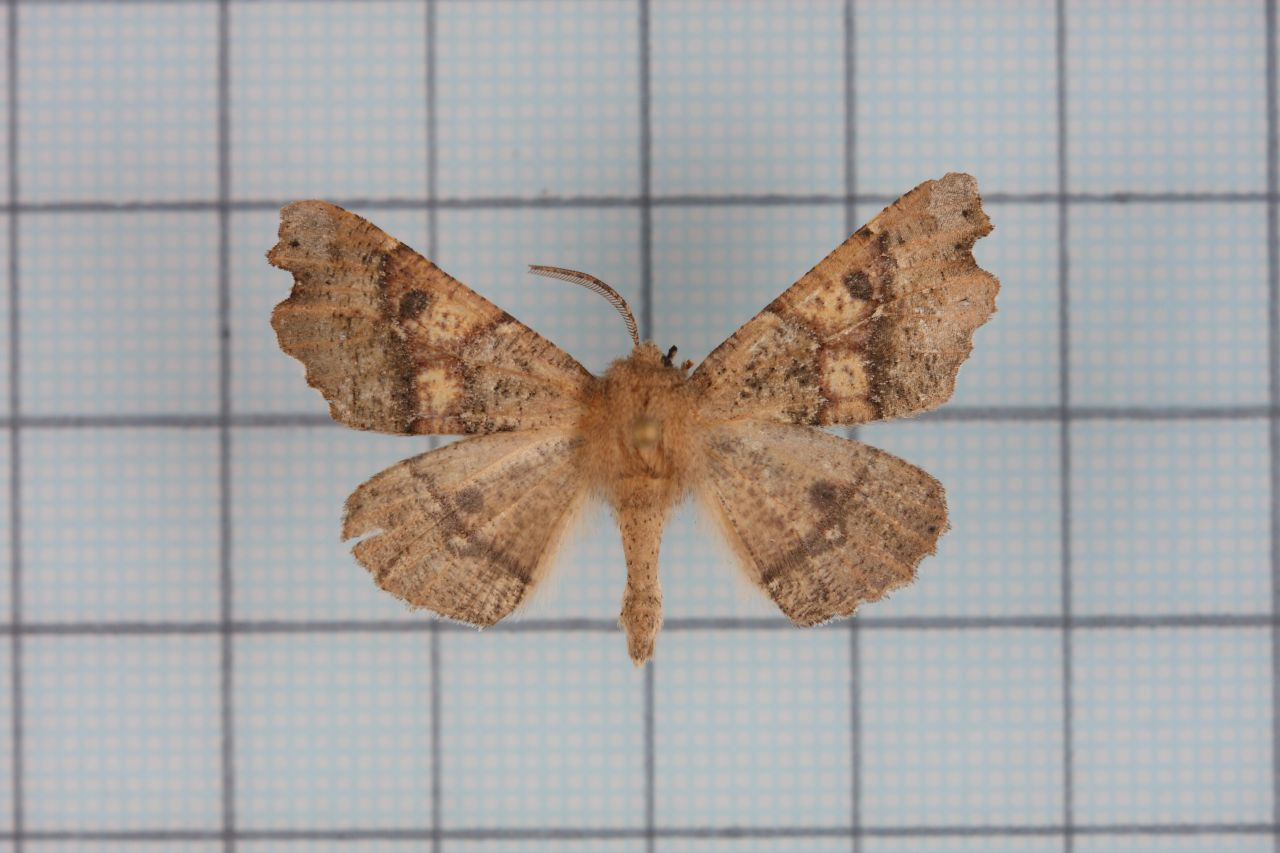
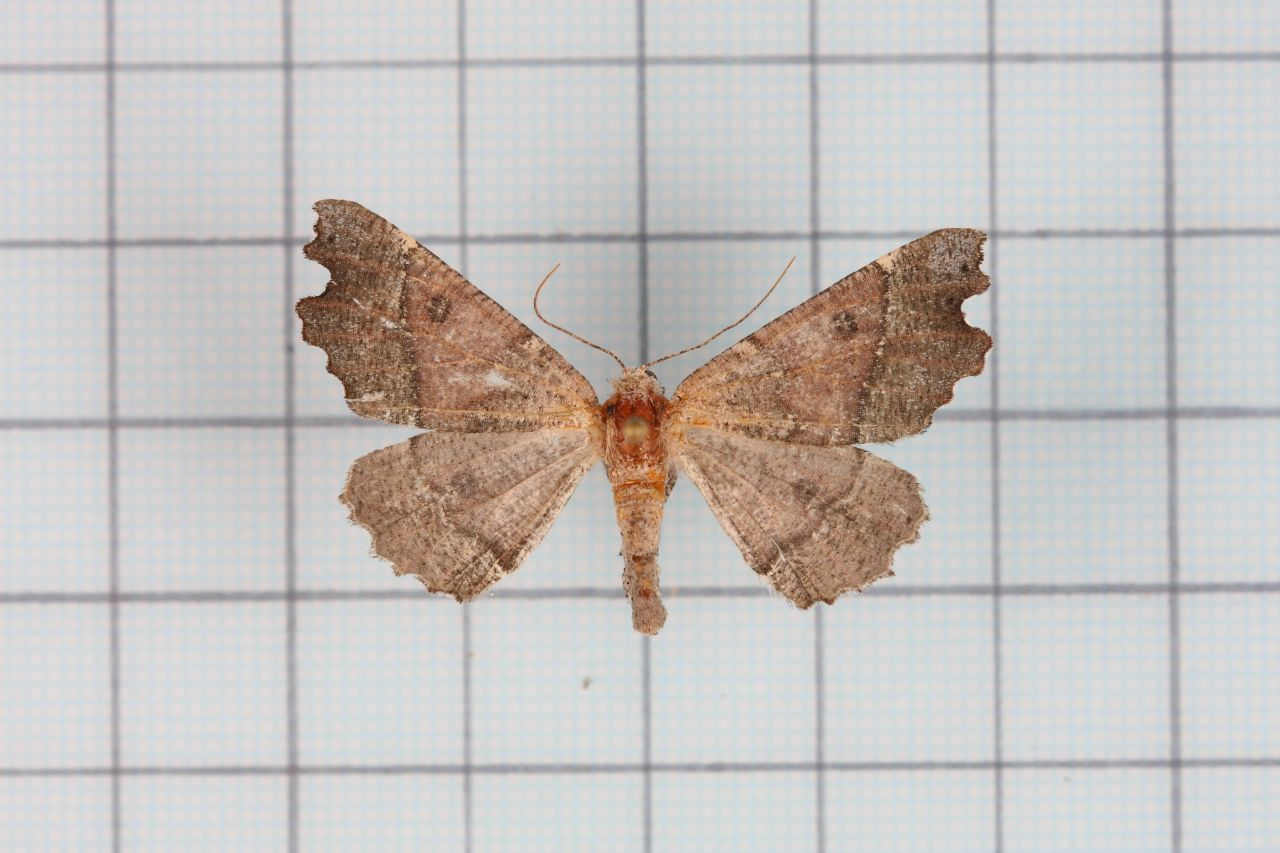